# گنائوس دومیتیوس آهنوباربوس (پدر نرون)
گنائوس دومیتیوس آهنوباربوس (انگلیسی: Gnaeus Domitius Ahenobarbus; ح. ۱۷ یا ۲ پیش از میلاد – ژانویه ۴۱میلادی) سیاستمدار، و پرسنل نظامی اهل روم باستان بود.